# Sohma Keisuke
Soma Keisuke (相馬 圭祐 (Tương Mã Khuê Hữu)) là một nam diễn viên Nhật Bản được biết đến với vai Umemori Genta/Shinken Gold trong Samurai Sentai Shinkenger

## Tiểu sử
- Vì ngưỡng mộ Miyazaki Aoi nên anh đã gửi đơn xin gia nhập công ty. Đến năm 2007 anh chính thức được debut.
- Năm 2009, Keisuke đảm nhiệm vai Shinken Gold - Umemori Genta trong phim "Samurai Sentai Shinkenger"
- Sở trường: Bóng chày
- Sở thích: Nghe nhạc, đọc sách, karaoke
- Thuở còn thơ bé, Keisuke là fans hâm mộ cuồng nhiệt của "Kamen Rider BLACK" và "Choju Sentai Liveman". Vì thế, khi nghe diễn viên đóng thế Okamoto Jiro vào vai Shinken Gold của anh, Keisuke đã rất vui. Vì Okamoto Jiro cũng là diễn viên đóng thế cho Kamen Rider BLACK.
- Keisuke là fan hâm mộ cuồng nhiệt của "Ashita no Joe"
- Anh từng nói trên blog mình rằng ba của mình xuất thân từ vùng Aizu của tỉnh Fukushima

## Các phim đã tham gia

### Drama
- Ghost Friends as Atsushi (tập 7) (21/5/2009) (NHK)
- Samurai Sentai Shinkenger as Umemori Genta/Shinken Gold (2009–2010) (TV Asahi)
- Kamen Rider Decade as Umemori Genta/Shinken Gold (tập 24-25) (Voice) (TV Asahi)
- Tumbling as Ishijima (5/2010) (TBS)
- Zeimu Chosakan Midogiwa Taro no Jikenbo 21 as Mimura Yuji (1/11/2010) (TBS)
- Noda to Moushimasu as Yamamoto (tập 9) (24/12/2010) (NHK)
- Kamen Rider Saber as Master Logos (2021)

### Movie
- Fure Fure Shoujo - Cheer! Cheer! Cheer! (2008)
- Last Game: Saigo no Soukeisen as Nagao Shunichi (2008)
- Samurai Sentai Shinkenger Faithful War as Umemori Genta/Shinken Gold (2009)
- Samurai Sentai Shinkenger vs Go-onger as Umemori Genta/Shinken Gold (2010)
- Hitori Kakurenbo shin Gekijouban as Shiraishi Yuiji (2010) (phim kinh dị)
- Tensou Sentai Goseiger vs Samurai Sentai Shinkenger as Umemori Genta/Shinken Gold (2011)
- Goukaiger Goseiger Super Sentai 199 Hero Great Battle as Umemori Genta/Shinken Gold (2011)

### V Cinema
- Samurai Sentai Shinkenger Special Return as Umemori Genta/Shinken Gold (6/2010)

### Stage
- Tumbling as Kazuma Soka (9/9 - 4/10/2010)
- DESTINY 30-DELUX The Ninth Live (29/4 - 22/5/2011)

### PV
- 「春空-ハルソラ-」- 石野田奈津代
- 「CRY FOR YOU」- AYUSE KOZUE